# Maximilianstraße (Lindau)

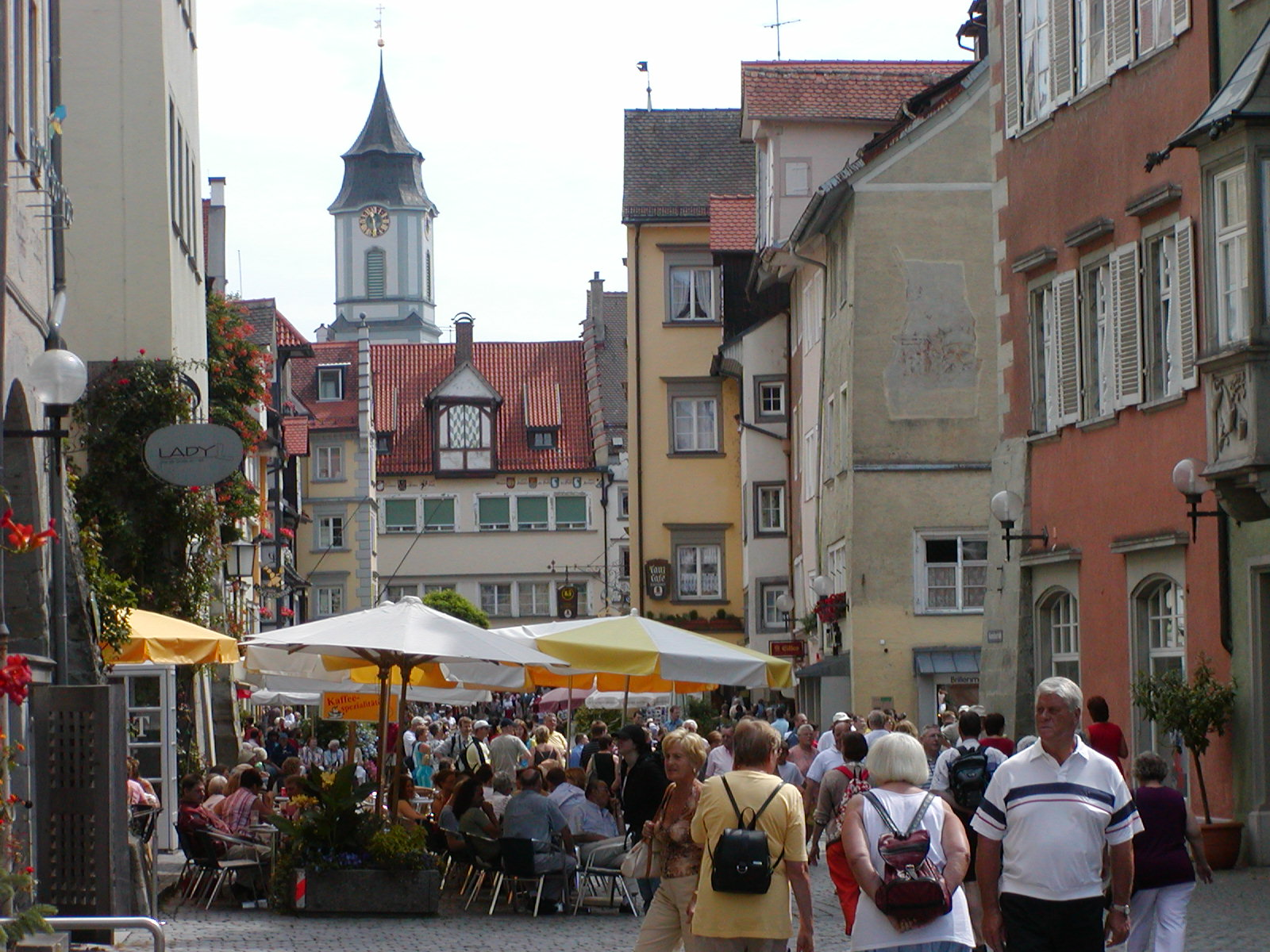
Blick in die Fußgängerzone

Die Maximilianstraße in Lindau (Bayern) ist die in Ost-West-Richtung verlaufende Hauptstraße in der Lindauer Altstadt auf der namensgebenden Insel im östlichen Teil des Bodensees. Sie liegt zwischen dem ehemaligen Klostergebiet (um den heutigen Stifts- oder Marktplatz) und dem Hafen (und in der Neuzeit dem Hauptbahnhof und der Hauptpost).

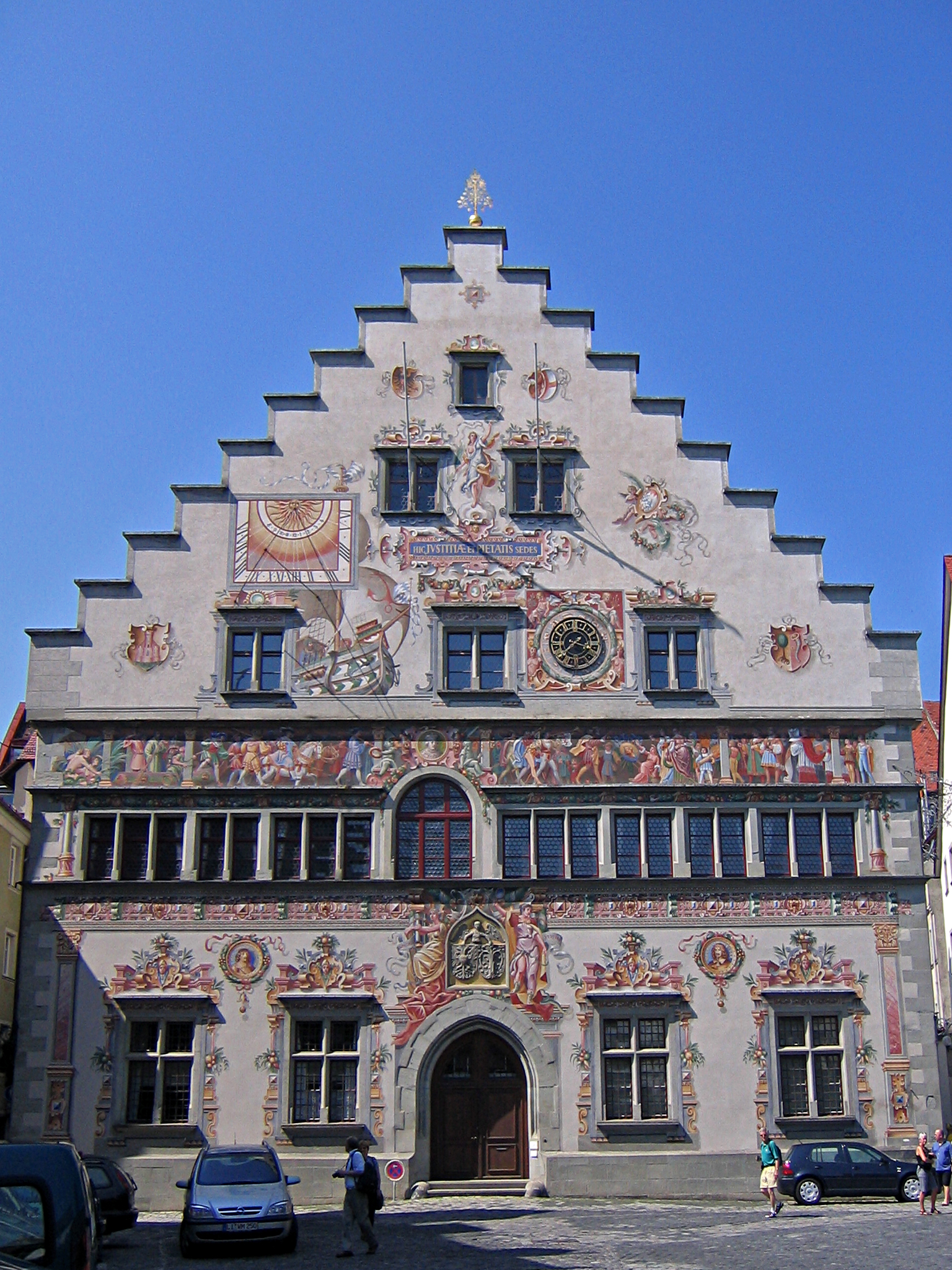
Rathaus, Südl. Fassade zum Reichsplatz

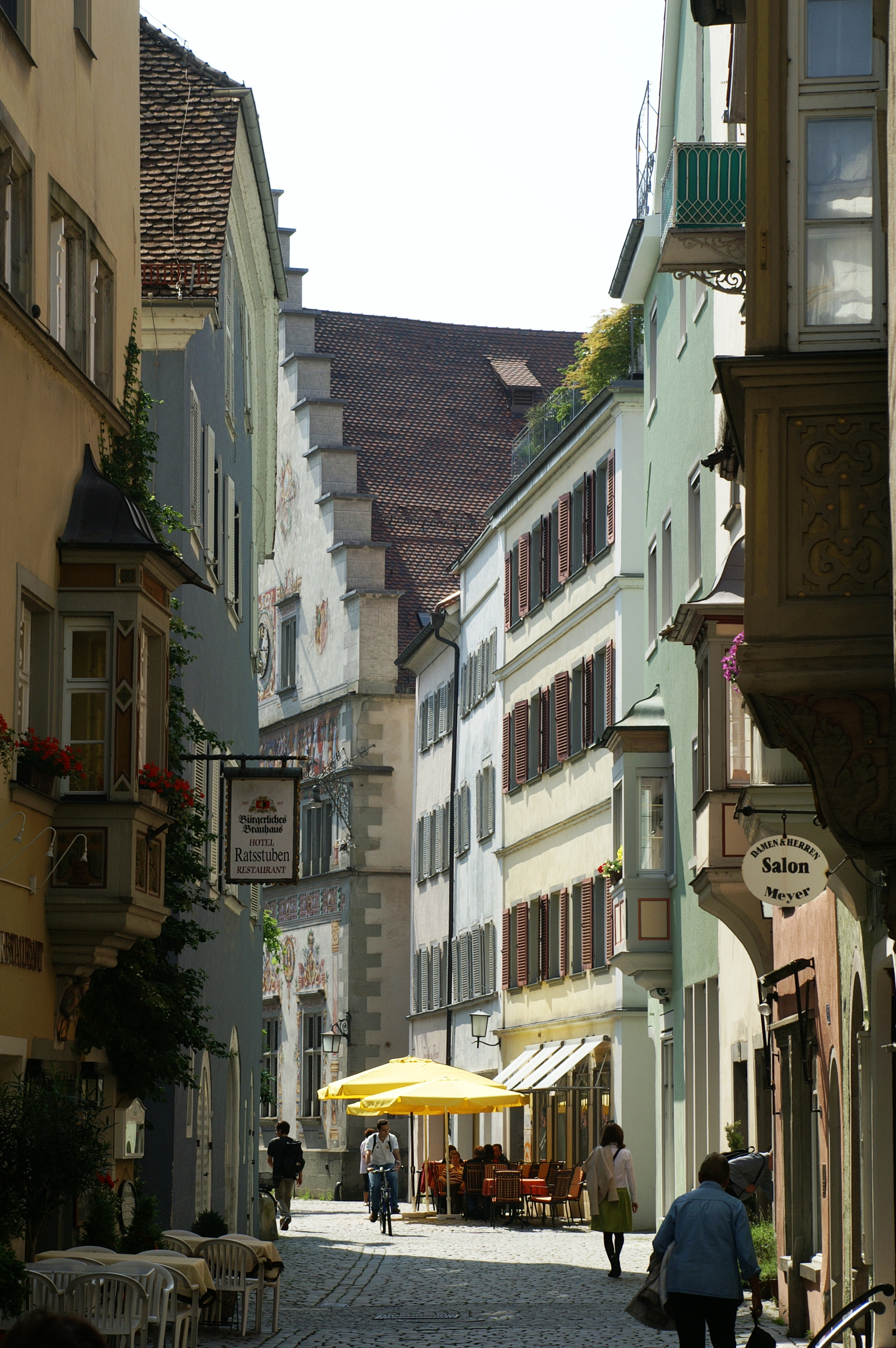
Blick aus der Ludwigstraße nach Westen auf die Südfassade des Rathauses

In ihrer Mitte ist auf dem zentralen Platz (ehemals hieß der insgesamt Reichsplatz, denn Lindau war bis 1800 eine Reichsstadt) ein repräsentatives bürgerliches Rat- und Geschäftshaus errichtet worden (Stadtgeschichte). Es ist mit seiner Prachtfassade nach Süden zum Hafen ausgerichtet. Im untersten Geschoss die Markthalle; oben der Ratssaal. Die Markthalle als Handelsort ist damit zentraler Teil der insgesamt als Denkmal geschützten Altstadt. Ihr aus dem Mittelalter stammender Grundriss ist weitgehend erhalten geblieben. Sehr viele Häuser Lindaus stehen noch horizontal und vertikal in der ursprünglichen Maßstäblichkeit. Sie müssen den Stadtbrand im Jahre 1728, der den Stiftsbezirk und einen Teil der Altstadt verwüstete, überstanden haben. Der Wiederaufbau um den Marktplatz erfolgte im Barockstil.
Wahrscheinlich durch die ehemalige Trennung des Inselgebiets in einen Klosterbezirk und ein weltliches Dorf, hat die heutige Hauptstraße keine geradlinige Fortführung der Hauptverkehrsachse zum/vom Festland. Die Maximilianstraße ist eher Beispiel einer in sich geschlossenen Promenade innerhalb der bürgerlichen Stadt statt einer Durchgangsstraße. Das ist bei einer so wichtigen Stadt an der Nord-Süd-Handelsroute via Rheintal über die Alpen ein beachtlicher Luxus.
Parallel zu ihr laufen quer durch die Insel im Süden die Ludwigstraße und nördlich die Grub. Beiden Straßen sieht man an ihrem gekurvten Verlauf noch die Entstehung innerhalb der mittelalterlichen Befestigung der Insel an. In beiden finden sich ebenfalls viele Gebäude, die schon im 15. und 16. Jahrhundert entstanden sind. Und im Unterschied zur Maximilianstraße: beide führen im Osten vor der Seebrücke zum Festland wieder zusammen.
Auch wenn das die heutigen Namen nicht wiedergeben, dürfte der alte Straßenzug der Hauptstraße vom Festland her also folgender gewesen sein: Seebrücke, Schmiedgasse, Cramergasse hin zur Maximilianstraße. Vor der Cramergasse gibt es auf alten Plänen noch eine deutliche Trennung zwischen kirchlichem Stiftsplatz und einem davor liegenden Baumgarten. Erst jenseits von ihm lief die Landstraße (im doppelten Sinne von Straße zum Land und weltlich) am Spital entlang, das eine Einrichtung des Stiftes war.
Der Bodenbelag: die eigentliche Fahrstraße ist gepflastert (allerdings nicht mehr mit dem regionseigenen Rhein-/Bodenseekiesel). Vor den nördlichen Häuserfronten sind im östlichen Straßen-/Platzanteil Gehwege durch zwei niedrige Stufen abgegrenzt. Das nimmt die ältere Pflasterung, sichtbar auf Fotos um 1900 und 1920, mit beidseitigen Gehwegen auf.
Die mittelalterliche Maximilianstraße endete eigentlich bei Haus Nr. 29 bzw. gegenüber mit Nr. 46 an der Kreuzung mit dem Inselgraben. Denn dabei handelte es sich um den Graben außerhalb der Stadtmauer. In der Neuzeit schließen sich noch zwei später gebaute Straßenblöcke an, die zeitentsprechend nicht mehr in mittelalterlichen Hausformen bebaut wurden. Am auffälligsten wirkt dabei vielleicht die Hauptpost mit einer prachtvollen Fassade hin zum neuen Bahnhofplatz. Sie ist in ihrem Gepränge eindeutig nicht mehr auf die Maximilianstraße ausgerichtet, sondern erzielt ihr Hauptwirkung für Passanten, die die Insel vom 1913 bis 1921 erweiterten Bahnhof oder vom Hafen her betreten.
Ihre Länge beträgt 230 Meter, die Breite im Mittel 15 Meter und an der breitesten Stelle bei Haus Nr. 5 zwanzig Meter.

## Geschichte, Namensgebung
Einige Häuser an der Brotlaube weisen in der Formensprache noch in die Gotik zurück (genannt wird das Jahr 1386). Die Arkaden und Bogengänge an der Straße sind nicht prägend, aber es gibt sie in unterschiedlichen Ausführungen an mehreren Stellen.
Die Maximilianstraße hieß lange einfach Hauptstraße. Davor ist noch eine dreifache Unterteilung nach dem Haupterwerbszweck der Zünfte/Händlerfamilien überliefert. Beim Sünfzen hieß sie einfach: Alter Markt. Im mittleren Teil hieß sie Brodplatz und nach Westen die Mezg (also nach der Wurst- und Fleischherstellung). Diese Namen sind zum Teil bei Haus- oder Gassennamen noch erhalten.
Um 1815, also nur neun Jahre nach der "Eingemeindung" Lindaus nach Bayern wurde sie erstmals zur Maximiliansstraße (nach Max I., dem ersten bayerischen König. Eine Folge des Reichsdeputationshauptschlusses, vgl. Geschichte Lindaus). 1936 wurde sie wieder in Hauptstraße umbenannt. Nach der Besetzung durch die französische Militärregierung am Ende des Zweiten Weltkriegs wurde die zwischenzeitliche Umbenennung nach Hitler selbstverständlich rückgängig gemacht und in den 1980er Jahren wurde sie wieder zur Maximilianstraße.
Die Maximiliansstraße ist seit 1973 eine Fußgängerzone. Dies hat sich seither auch deutlich in der Umgestaltung weiterer Schaufenster in den Erdgeschossen in der Auflösung des Wechsels von Türen, Fenstern und Wänden bemerkbar gemacht. Hier folgte die horizontale Aufspaltung der Fassaden zwischen Ladendesign und dem gesamten Hauscharakter dem Beispiel vieler Fußgängerzonen.

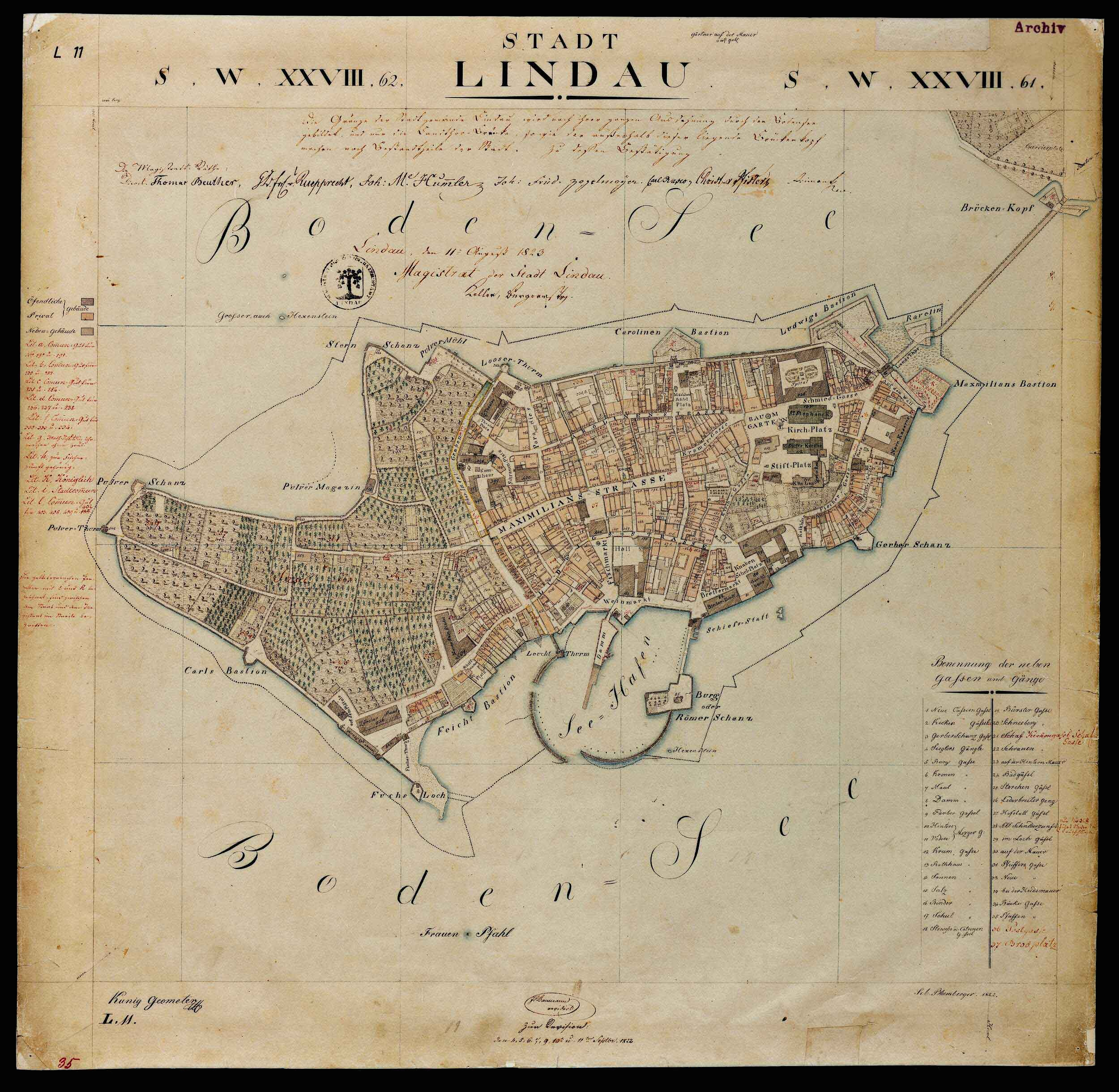
Stadtplan von 1822

Das Nummerierungssystem der Häuser in den Straßen änderte sich im Laufe der Zeit. Es gab eine durchgehende Nummerierung aller Häuser auf der Insel (vgl. rechts die Karte von 1822, ca. 500 Nummern). Nach einer Vierteilung der Nummerierung der Häuser hin zur straßenweisen Nummerierung, bei der an den Straßenmündungen die anstoßenden Häuser immer zur Nummerierung der Seitenstraße (also 1 oder 2 der XYZ-Gasse) gezählt werden. Diese Häuser werden hier selbstverständlich mit ihren Fronten als Anlieger der Maximilianstraße berücksichtigt.
Hinweis zu den Hausnummern der Maximilianstraße: Die auf einander folgenden geraden und ungeraden Ziffern liegen, bedingt durch die Querstraßen und die Abfolge der Plätze, meistens nicht synchron, sondern versetzt an dem Straßenzug. Unter anderem deshalb werden die beiden Straßenseiten getrennt dargestellt.

## Die Häuser am östlichen Platzanfang
Die Nummerierung der Häuser, die den Platz/Straßenraum östlich begrenzen – also vor allem der Häuser Cramergasse 13 und 15, zählt bei den T-Balken-förmig zuführenden Seitengassen, der Cramer- und der Bindergasse mit.

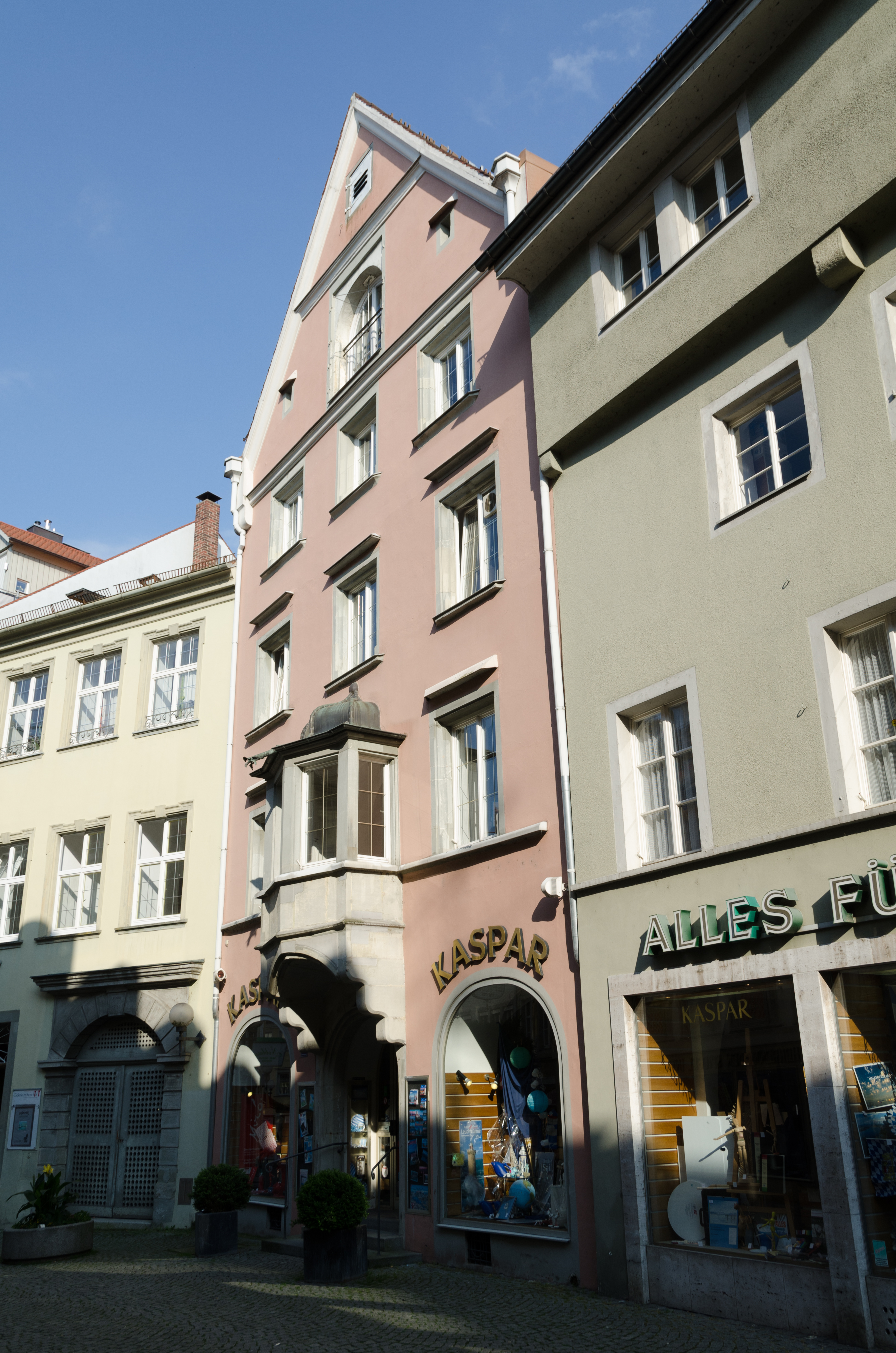
Haus Cramergasse 11

Cramergasse 9Eckhaus, Anlage (um 1600) wird Esaias Gruber zugeschrieben (nach Stadtbrand 1728 wurde es erneuert). Gemauert mit fünf Fensterachsen in den beiden Obergeschossen. Erdgeschoss mit zwei Bögen (Läden) und zentraler Tür.
Cramergasse 11 – Hirsch-ApothekeVollständig gemauert mit drei Achsen. Zentraler polygonaler Erker im 1. OG. Giebel im 4. OG mit großer Aufzugsöffnung zum senkrecht zur Straße stehenden Satteldach.
Cramergasse 13 – Haus Hans Erathmit einem Familienwappen der Eraths und der Beschriftung "seit 1946". Unter dem Dachgiebel des Satteldachs mit Altane läuft ein Wappenband mit Angaben zu Vorbesitzern. 3. OG vorkragend. Große Aufzugsgaube.
Cramergasse 15 - 17viergeschossige Bauten, Nr. 19 dreigeschossig mit großer Aufzugsgaube.
Es folgen Haus Bindergasse 1 - Zum Krebs mit gestaffeltem Zwerchgiebel und Nr. 3 mit viergeschossigen Bauten.

## Häuser auf der Südseite

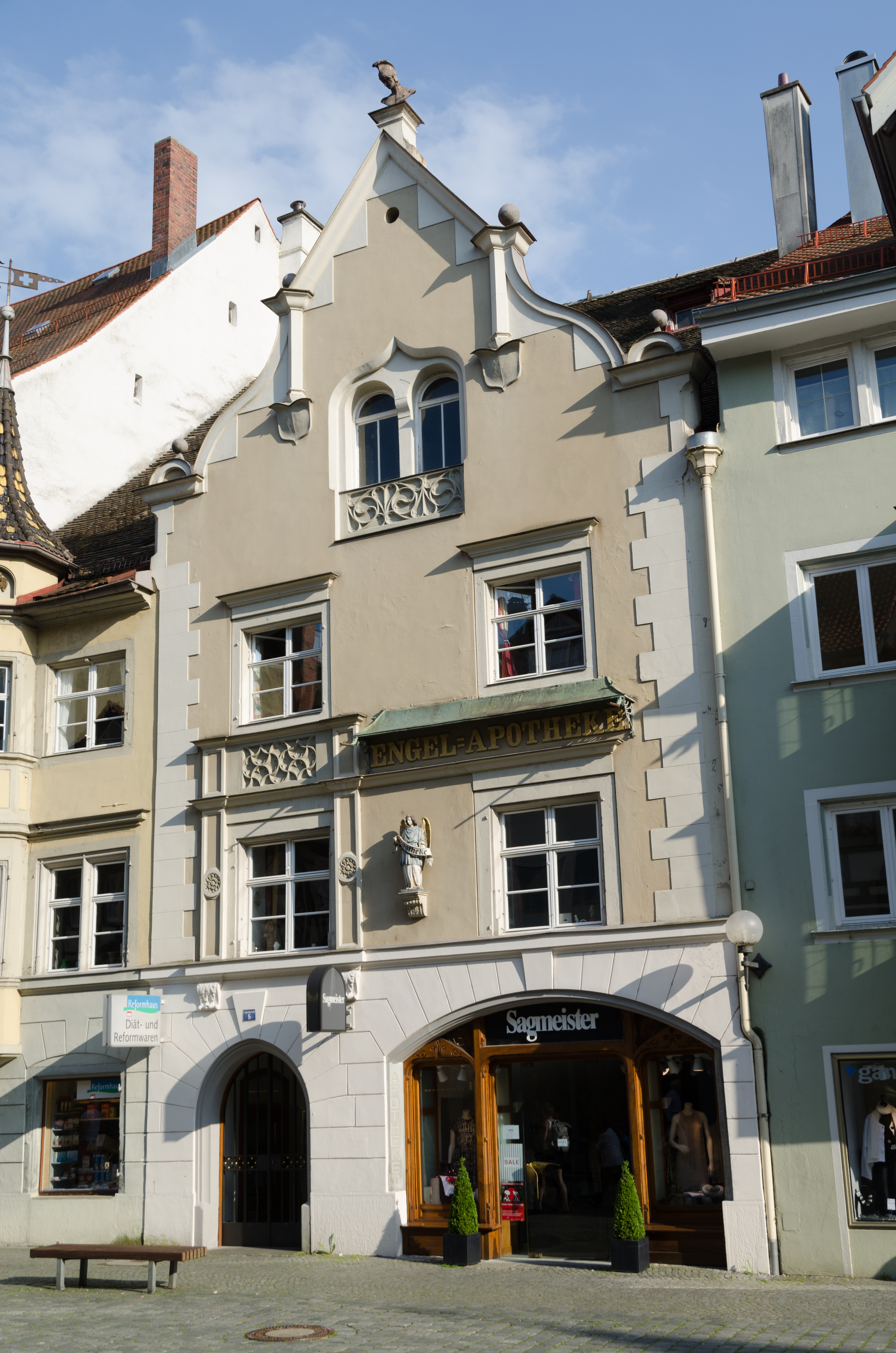
Nr. 5, ehemalige Engelapotheke (Bauzustand 2007)

Die 25 Häuser / Anlieger mit ungeraden Hausnummern liegen auf der Südseite der Maximilianstraße, also auf der Seite zum Hafen, in sechs Baublöcke gruppiert. Von ihr gehen diverse Gassen mit leichtem Gefälle zum See hinunter (zum Teil bestehen Sichtverbindungen).

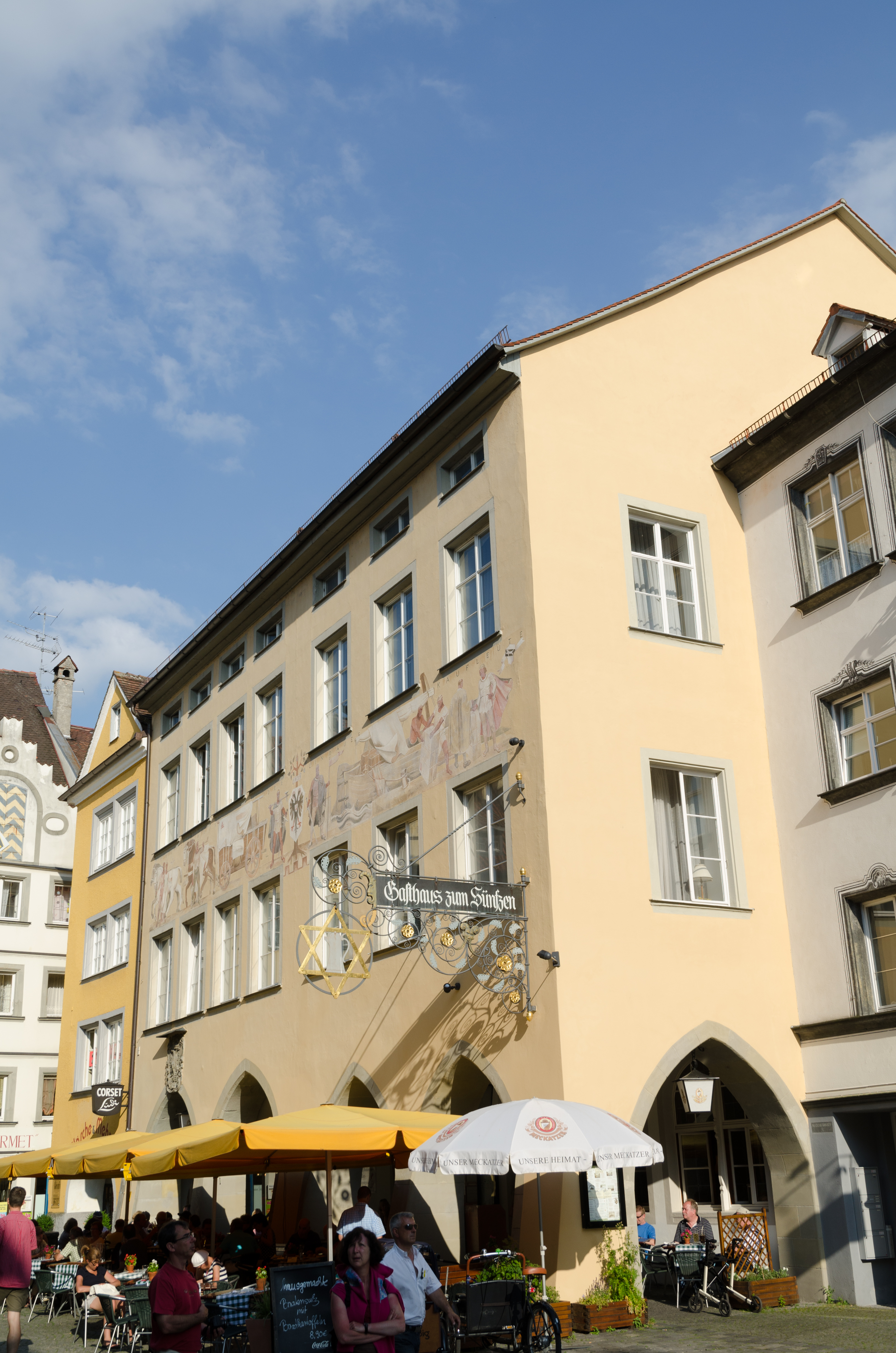
Nr. 1, das Brauereischild am Haus „Zum Sünfzen“

- Abzweig der Bindergasse. In sie münden vom östlich liegenden Stiftsplatz verschiedene Gänge auf der Achse der Maximilianstraße. Davon ist eine Passage tagsüber für Passanten geöffnet.

(ihr entspricht auf der gegenüberliegenden Straßen-/Platzseite die Lage der Cramergasse)
Bindergasse 2Wäsche & Mehr; Massivbau mit Laubengang, abgewalmtem Pultdach mit zur Maximilianstraße hin vorgesetztem Giebel im 4. Obergeschoss (ehemals Zugang zum Lagerraum des Dachs?).
1 – Zum SünfzenGasthaus mit vierbogigem Laubengang aus ehemals zwei Gebäuden. Drei Vollgeschosse darüber ein Kniestock und Pultdach mit zwei kleinen Gauben. Erste Erwähnung 1358. Bis 1815 Gemeinschaftshaus der Fernkaufleute (der sog. Lindauer Geschlechter; als Pendant zu den Handwerkerzünften). Jetziger Zustand nach Renovierung im Jahr 1901. Davor steht im Platz ein mit Gitter geschützter Tiefbrunnen
3Hinter der Linie des Laubengangs zurückgesetzter Massivbau. 3. Obergeschoss und Pultdach nicht aus der Bauzeit im 16. o. 17. Jahrhundert.
5 – Engel-Apothekedie Hausnummer ist sozusagen dreimal vergeben: Kernbau ist die Engel-Apotheke. Zentraler Erker vom 1. Obergeschoss bis hoch auf den turmartigen Abschluss auf Dachstockhöhe. Turm und Fassade stammen von 1894. Im zweiten Haus (sozusagen 5A) ist in der Mitte noch der inzwischen verschlossene Durchgang zum Sattlergängle erkennbar. Auf der Gebäuderückseite setzt sich das Sattlergängle bis zur Ludwigstraße und darüber hinaus als Mautgässle zum Hafen fort.
Salzgasse 1 – Zum OfenhausFassadenanschrift Max Weindl. Ebenfalls aus ehemals mindestens zwei Gebäuden. Gut erkennbar an den unterschiedlich gekoppelten Mehrfachfenstern. Zur Salzgasse hin ist die gemauerte Umfassung der Obergeschosse sichtbar. Ein Eckerker im 1. Obergeschoss ist abgängig.
- Abzweig der Salzgasse

(ihr entspricht auf der gegenüberliegenden Straßenseite die Bürstergasse)
Salzgasse 2 – Zum alten RathausTanzCafé mit einer irrweisenden Beschriftung. Satteldachbau mit tiefem Laubengang; Erker am 1. Obergeschoss trägt die Jahreszahl 1588
9Drei Fachwerkgeschosse über das gemauerte Erdgeschoss vorkragend. Wenig geneigtes Satteldach, darin Aufzugsgaube mit Spitzdach.
11 – Zum Bärenvier Geschosse aus dem 15. Jahrhundert. Front gemauert mit in den OG unterschiedl. gekoppelten Fenstern.
Bismarckplatz-Nummern 1/2zwei Häuser, Giebel zum Bismarckplatz. Aus 15. Jahrhundert, 1709 erneuert und südlich erweitert. Beachtliche Fenstergewände!

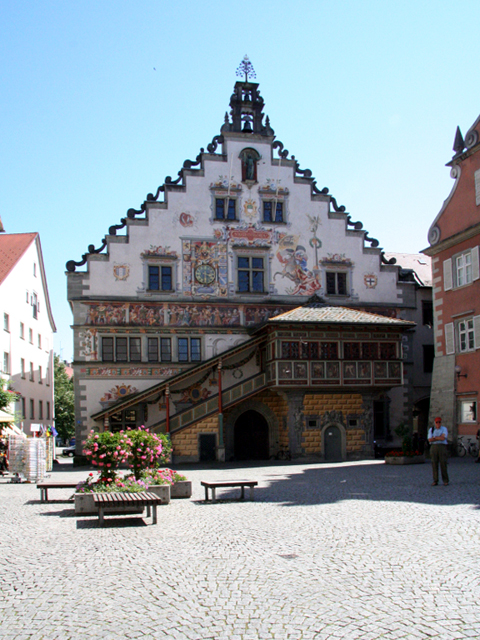
Bismarckplatz mit Altem Rathaus

- Ecke zum Bismarckplatz bzw. an dessen südlicher Ecke die Gasse zum Reichsplatz Bis zu dieser Ecke bzw. zur Ecke mit der Schneeberggasse vermutet Götzger aufgrund der geraden Fluchtlinien eine planmäßige Anlage der Straße/des Platzes in einer Epoche, in der sich die Stadt nach Osten ausweiten konnte.[14]

Reichsplatz/Maximiliansplatz/Bismarckplatz mit dem weit von der Straße zurückgesetzten Alten Rathaus (Bauzeit 1422–1436) in der Platzmitte, und dem Neuen Rathaus (17. Jhdt.) an seiner Westseite. Es wurde 1576 mit einem Treppengiebel im Renaissance-Stil umgebaut. Die Fassade zur Fußgängerzone zeigt die Erschließung des Ratssaals mit einer großen überdachten, ursprünglich hölzernen Zugangstreppe, die zur Westseite in einen Erker mündet. Die Südfront wurde im 19. Jahrhundert mit historisierenden Malereien geschmückt, die die Lindauer Geschichte darstellen.
- Durchgang zum Reichsplatz. Dort folgen in Richtung Hafen als Korn- und Weinmarkt bezeichnete Platzteile.

(ihm entspricht auf der gegenüberliegenden Straßenseite etwa die Schneeberg-/ Storchengasse)
Die folgende Häuserzeile (vom Neuen Rathaus bis zur Hausnummer 17) wechselt ganz allmählich von der bisherigen Ost-West- zu einer stärker südwestlich orientierten Fluchtlinie.
Neues Rathaus1706–1717 gebaut. Dieses Haus besetzte Freiflächen auf dem dreieckig angelegten Reichsplatz um das Rathaus herum. Die Hauptstraße wurde nach Süden geschlossen. Drei Vollgeschosse mit sieben Achsen; dreistöckiger zum Platz ausgerichteter Volutengiebel vor einem Satteldach. Es steht im rechten Winkel an der Maximilianstraße. Seine dortige Seite wird seit Neuerem gewerblich genutzt; frühere Polizeiwache. Es war bis 1926 Sitz der Stadtverwaltung. Über das ebenfalls neue südliche Nachbarhaus ist es im 1. OG mit dem Alten Rathaus verbunden.

11 – Haus zum BärenSatteldachbau mit Aufzugsgaube, die Jahreszahl 1458 ist modern aufgemalt.
13 – aus zwei Gebäuden bestehendlinkes Gebäude mit drei Geschossen, Erker und Mansarddach, bezeichnet 1894; rechtes Gebäude mit vier Geschossen und Satteldach, Jahreszahl nennt 1895
Krummgasse 1 – Bäcker-ZunftTeil von Elektro-Frey, dreistöckiger Fachwerkbau mit dem Giebel zur Dammgasse, verputzt, weiß angemalt. acht Fenster breit (2. OG drei Doppelfenster mit braunen Läden). Unter den drei Wappen Lindaus, des Reichsadlers und einer Zunft-Breze steht "Bäcker-Zunft 1756"
Krummgasse 1 – Bäcker-ZunftTeil des durchgehend gestalteten Häuserblocks Frey. Auf älteren Fotos sind unterschiedliche Geschosshöhen im 1. OG der beiden Teile erkennbar; traufseitiges Eckhaus, Dendrodatierung 1377.
- Abzweig der Krummgasse

(ihr entspricht auf der gegenüberliegenden Straßenseite die Schafgasse)
15 – Weinstube FreyErker in der Gaststube im ersten Obergeschoss im zweiten Haus unter dieser Nummer, dreigeschossig mit Krangaube. Im Eckteil alter Ladeneinbau; dazu liegt der Eingang an der Krummgasse. Eckhaus aus 15. Jahrhundert, bezeichnet 1560 und 1656.
17Mit der Weinstube zusammengelegter viergeschossiger Giebelbau mit Erker, im Kern 15. Jahrhundert, oberstes Geschoss und der Schweifgiebel sind, passend zum Stil, mit dem Jahr 1887 bezeichnet.
19Satteldachbau mit Aufzugsgaube aus dem 15. Jahrhundert
21dreigeschossiges Eckhaus mit Mansarddach aus zwei Gebäuden zusammengefügt, jetzt tradit. Möbelhaus; im Kern 15./16. Jahrhundert, Fassaden wurden im 18. Jahrhundert erneuert; zum Hof hin folgt ein niedriger Anbau mit Krangaube, 15./16. Jahrhundert
Eckhaus mit Traufseite zur Maximilianstraße und mit Treppengiebel zur Metzgergasse, 15./16. Jahrhundert, Veränderungen des 19. Jahrhunderts
- Abzweig der Vorderen Metzgergasse (Dammgasse heißt sie in der Fortsetzg. jenseits der Ludwigstraße). Auf der gegenüberliegenden Straßenseite hat sie keine Entsprechung.

Vorderen Metzgerg. 2Eckhaus mit Traufseite zur Maximilianstr. und Treppengiebel zur Metzgergasse, 15./16. Jahrhundert, Veränderungen des Ladengeschoss Hüte & mehr aus 19. Jahrhundert. Im 1. OG zwei dreiteilige Lindauer Fenster

23Schuhgeschäft unter einem Pultdach und Zwerchhaus aus 16. Jahrhundert, die klassizistische Fassade aus dem 18. Jahrhundert.
25 – Flachdach, Bausubstanz 16. Jahrhundert, Fassade 18. Jahrhundert.
- Abzweig der Hinteren Metzgergasse

(ihr entsprach einmal auf der gegenüberliegenden Straßenseite die mindestens seit Beginn des 20. Jahrhunderts nicht mehr durchgezogene Gasse zum Oberen Schrannenplatz)
27 - 29(Lücke im Text der Beschreibung) Es folgen moderne Bauten.
- Kreuzung mit dem Inselgraben (bereits außerhalb der alten Befestigungslinie)

(ihm entspricht auf der gegenüberliegenden Straßenseite die Zeppelinstraße)
- Übergang in den Bahnhofplatz mit der Straße zum Hafen. 
Hinter dem an der Bahnanlage entlang ausgerichteten Westflügel der Post gab es bis zum Abriss 2021 funktional eine Fortsetzung der Maximilianstraße: der breite Fußgängersteg über die Bahnhofsgleise zur Hinteren Insel (war dann lange ein Kasernengelände) lag ziemlich genau in der Achse der Maximilianstraße. Der Steg war die kürzeste Verbindung zur ungefähr zeitgleich mit der Bahnanlage errichteten bayerischen Luitpoldkaserne mit ihrer gründerzeitlichen schlossartigen Fassadengestaltung.

## Häuser auf der Nordseite

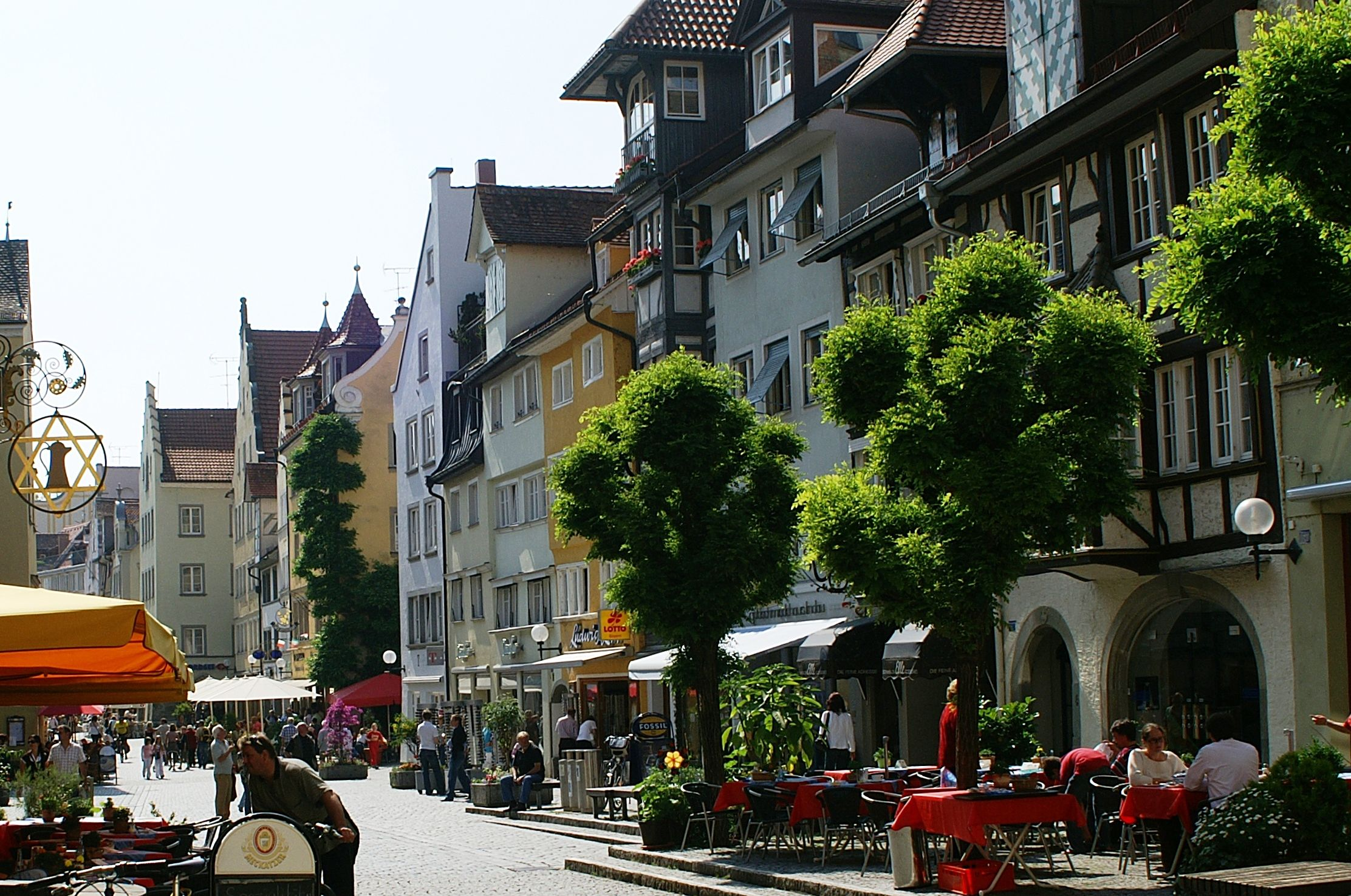
Maximilianstraße Nr. 4–8

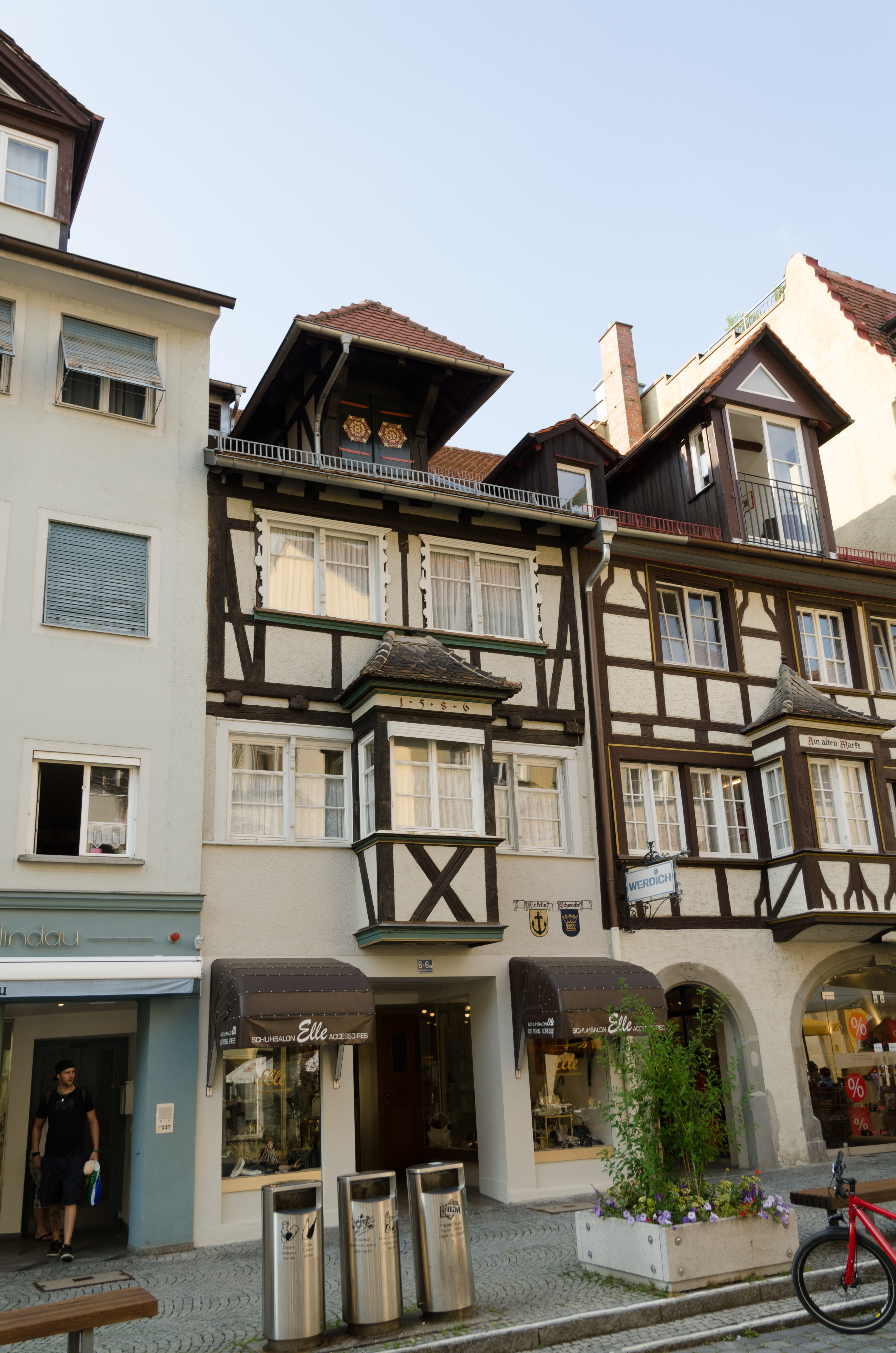
Nr. 6

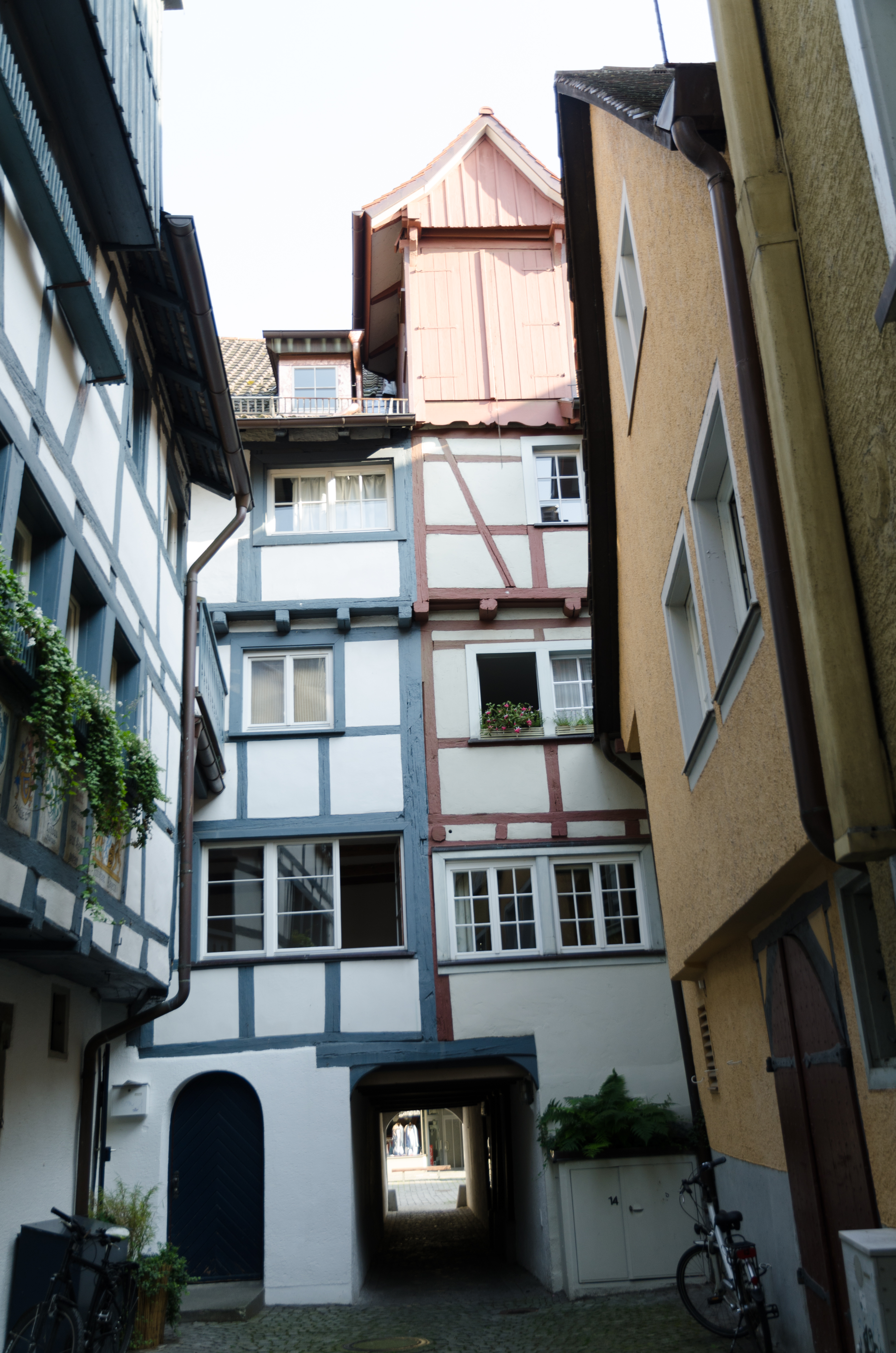
Rückseite von Haus Nr. 12 mit dem Zitronengässle

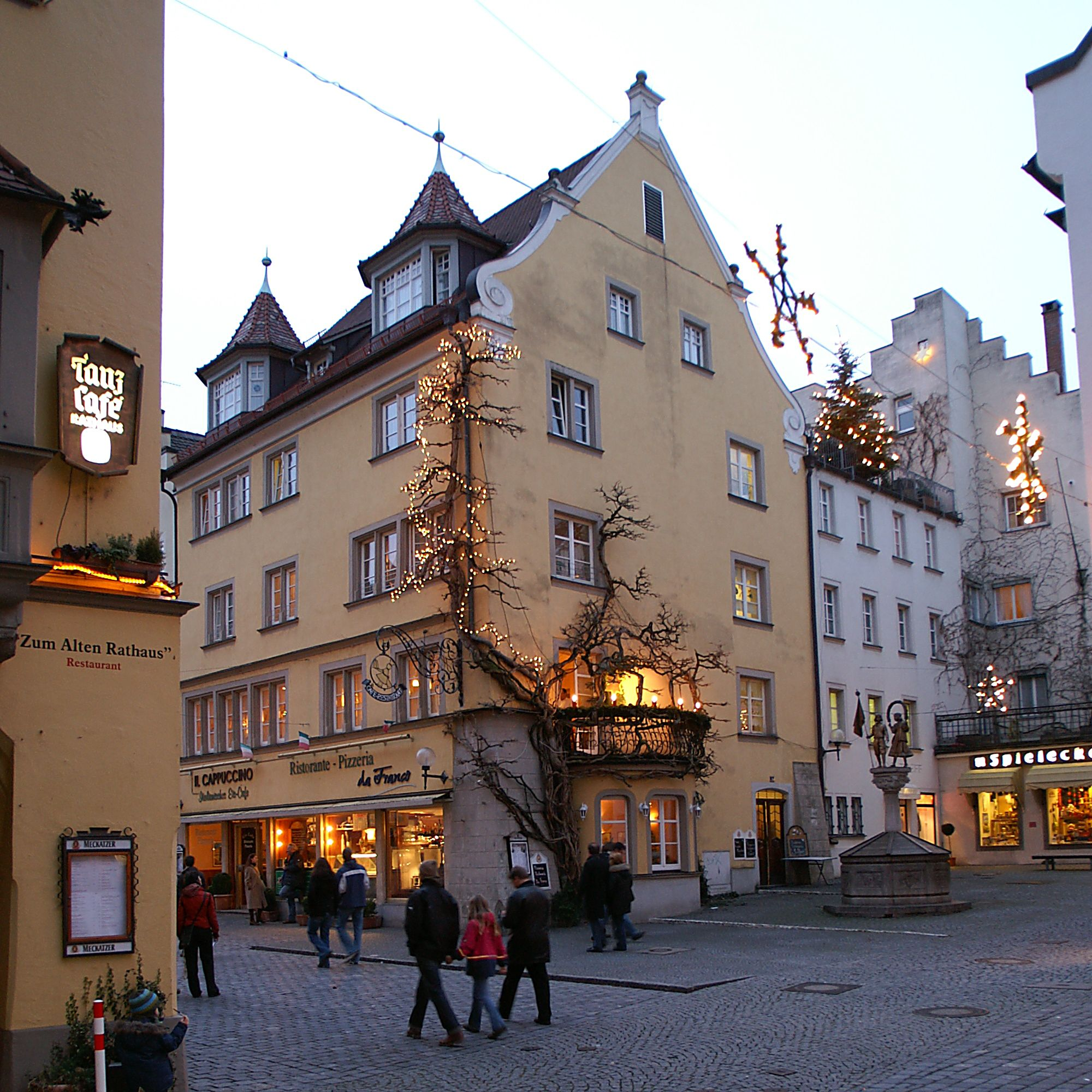
Bürstergasse 1 an der Maximilianstraße

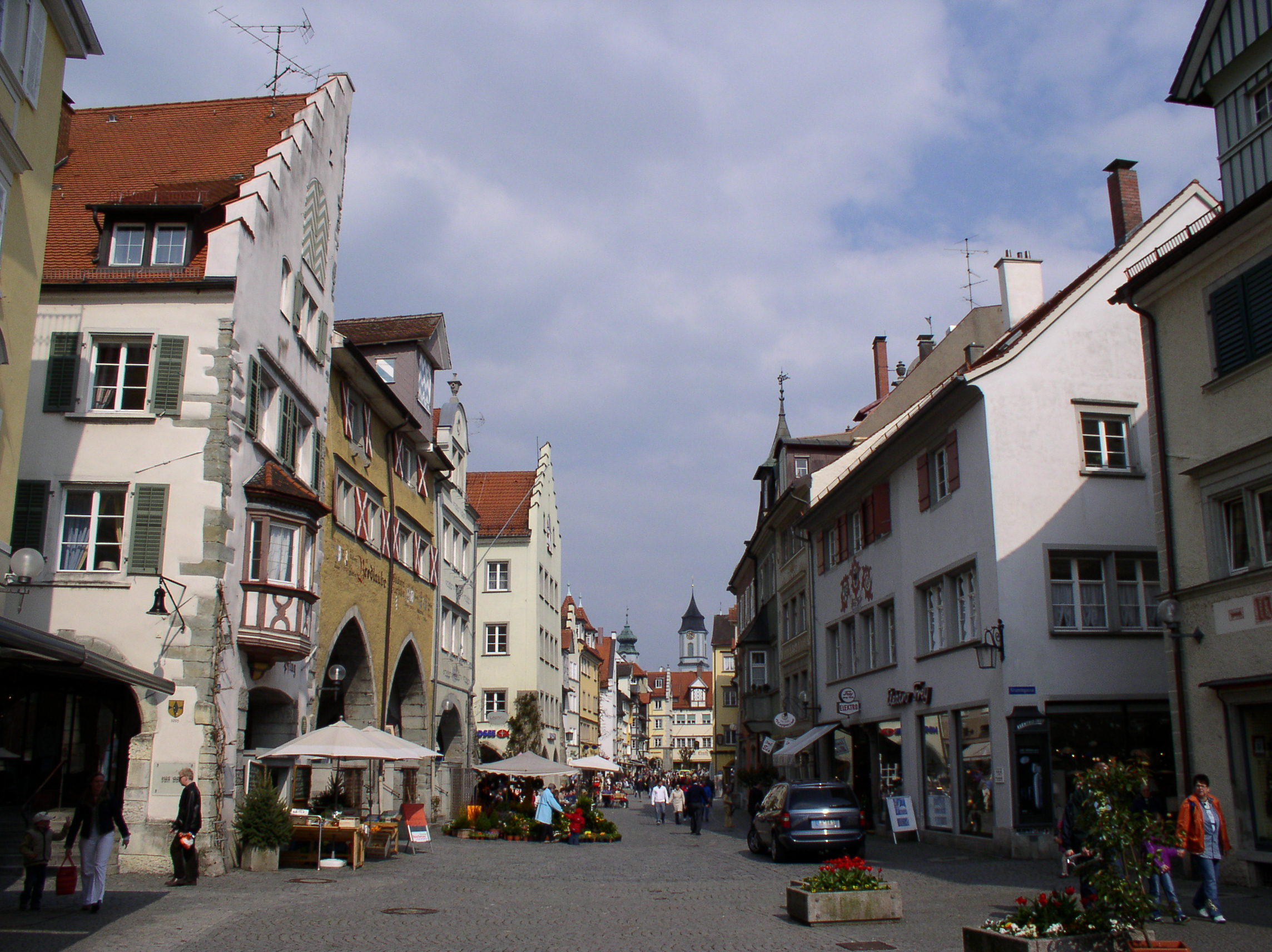
Links die „Brotlaube“, rechts das „Bäcker-Zunfthaus“

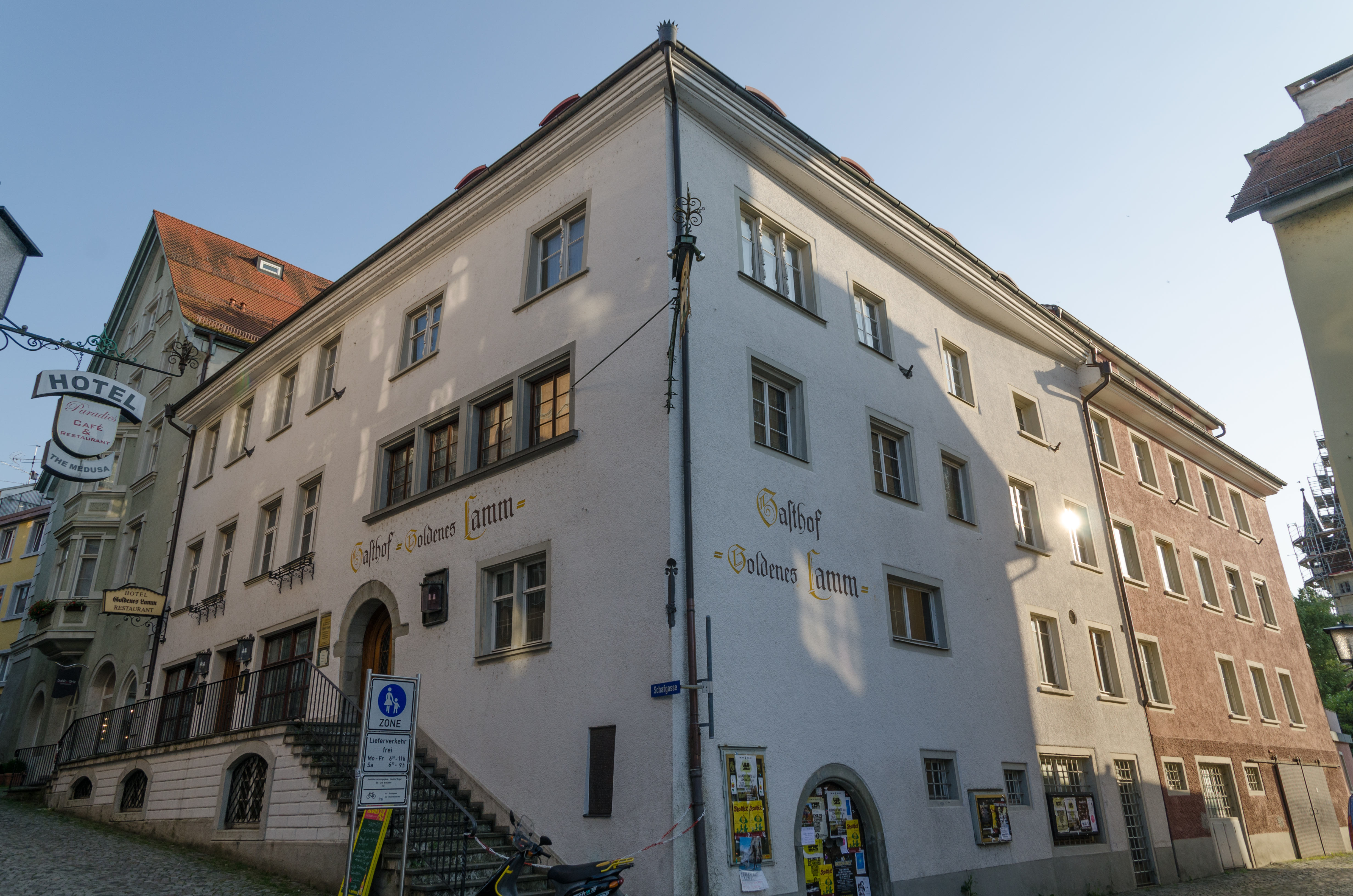
Die Schafgasse, eine typische Seitengasse mit Gefälle zur Grub

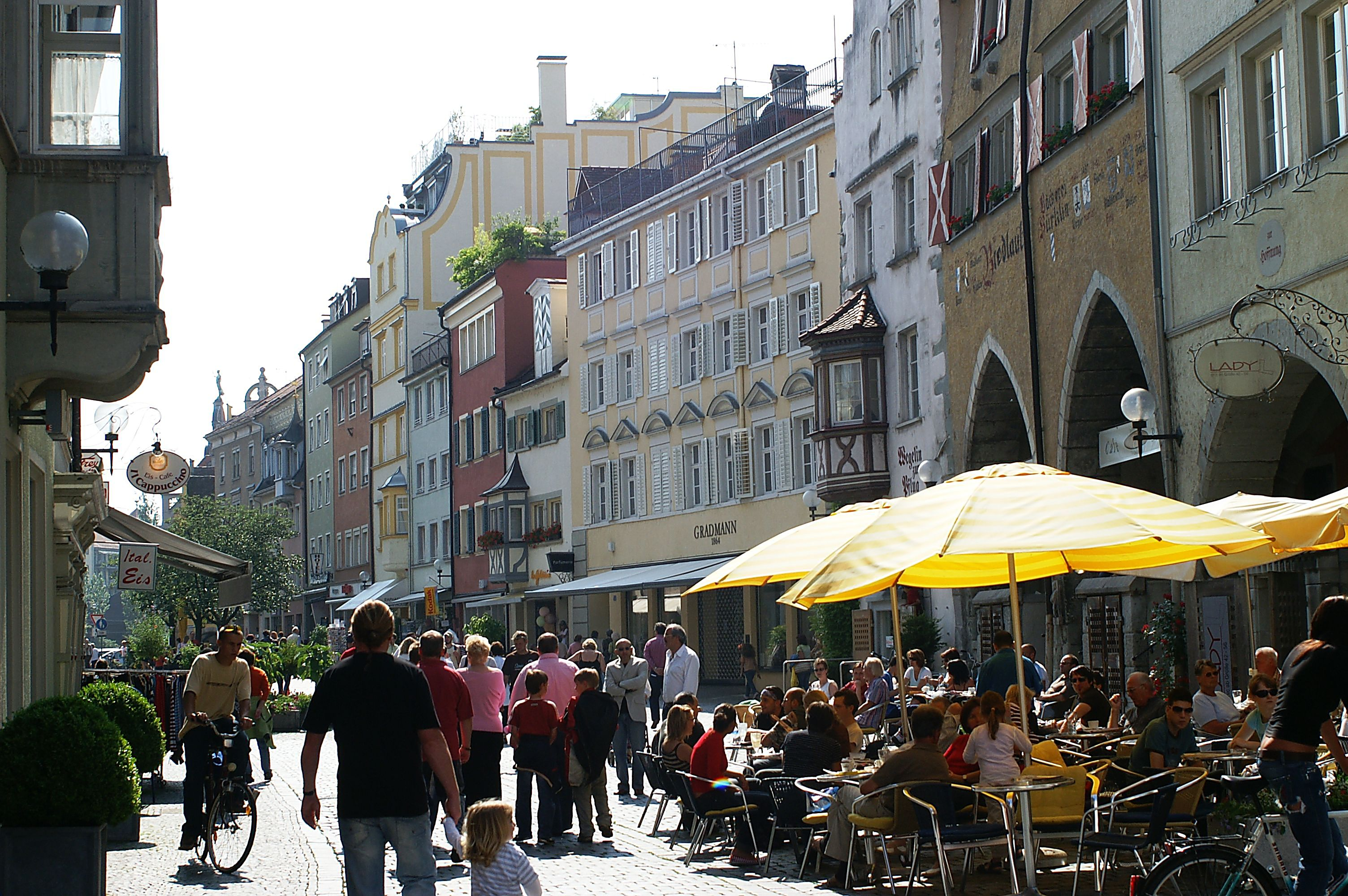
Maximilianstraße Nr. 32ff

Die 32 Häuser auf der Nordseite der Maximilianstraße liegen auf der Seite zum Festland hin und werden von der Mittagssonne voll angestrahlt. Sie sind in fünf Baublöcke gruppiert.
Wer die Cramergasse entlanggeht, um zur Maximilianstraße zu kommen, stößt auf zwei Häuser der Cramergasse, die rechtwinklig zur Hauptstraße führen: Im Schatten von Haus 2 steht in dem kurzen Stück des T-Balkens, den die Cramergasse hier bildet, das Haus
Cramergasse 18 – Haus zum Roten Löwen.Ein viergeschossiger Satteldachbau mit Wohn- und Geschäftsnutzung (im EG). Die Bausubstanz entspringt noch dem 14. Jahrhundert. An seine nördliche Seite ist die Rückseite von Haus 2 angebaut.
- Abzweig der Cramergasse (es gibt historisch auch die Schreibweise Kramerg.). Sie führt vom/zum Stiftsplatz und über die Chelleallee zur Seebrücke. Am rechtwinkligen Straßenknick der Cramergasse nach Osten setzt sie sich geradeaus in der schmalen Felsgasse hinunter zum Alten Schulplatz fort.

(ihr entspricht auf der gegenüberliegenden Straßen-/Platzseite die Bindergasse)
2 u. 2afünfstöckiger Werksteinbau mit zweibogigem Laubengang und Treppengiebel, ehemaliger Giebelkran im inzwischen ausgebauten 5. OG mit abgerundetem blauen Portal und zwei runden Lichtfenstern rechts und links davon, hellgelb/beige verputzt. Die Werksteine sind ab 1. OG grau gestrichen. Im Erdgeschoss sind sie grob behauen und stehen leicht geneigt nach außen an. Bzw. fünfstöckiger Fachwerkbau, vier Fenster breit. wellenförmige Giebelgaube im 5. OG, Rauputz, beige
4 – Haus Am alten Marktdreigeschossiger Satteldachbau mit Aufzugsgaube, Obergeschosse und Erker Fachwerk, dendro.dat. 1348, Umbau modern bezeichnet 1597
6 - 8datiert 1597 bzw. 1586, massive Sockelgeschosse und zwei Fachwerkstöcke. Seit einigen Jahren ist das Fachwerk freigelegt. Nr. 8 ehemaliger Schweizer Kornhandel.
10 – Zum OrthausGemauertes Erdgeschoss, drei verputzte Fachwerkstöcke mit etwas nach rechts aus der Mitte versetztem Erker, der die Aufzugsgaube im 4. OG einschließt. 16./17. Jahrhundert.
12Über dem gemauerten Erdgeschoss dreistöckiger Fachwerkaufbau mit z. T. überkragendem 2. u. 3. OG, je zwei dreifache Gruppenfenster. Ursprünglich wahrscheinlich zwei Häuser. 15./16. Jahrhundert.
- Dazwischen in der Fassade ein mit einem Sturzbalken gedeckter Durchgang zum Zitronengässele in die Grub hinunter.[23]

14Zwei dreistöckige Fachwerkbauten mit einer Hausnummer und mit überkragendem 1. und 2. OG, rechts zwei gekoppelte Dreierfenster. Aufzugsgaube im 3. OG. Im 4. OG Dachgaube.
Bürstergasse 1 – Zur Lugebankehem. Café Kick, vierstöckiges Haus mit Fachwerkbau (1.+2. OG; Fenster mit profilierten Sandsteingewänden zum Teil gekuppelt, leicht versetzte gebundene Doppelfenster. Wird z. T. dem 15. und 16. Jahrhundert zugeschrieben. Dazu wurden vermutl. zwei Häuser verschmolzen. 3. OG mit Fenster zur Maximilianstraße und ein ausgebautes Dachgeschoss mit zwei Gauben Anfang 20. Jahrhundert; Giebel mit Pultdach hin zur Bürstergasse)
- Abzweig der Bürstergasse

(ihr entspricht auf der gegenüberliegenden Straßen-/Platzseite die Salzgasse)
… kleiner Platz mit dem sogenannten „Kinderfest-Brunnen“.
Bürstergasse 3halbseitig ausgeführter Treppengiebel
16 – Zum HohentwielEhemals Eigentum der alten Lindauer Familie Krell.
18 und Schneeberggasse 2 – Haus zum SchneggenMit Schweifgiebel, vermutlich aus drei Häusern entstanden. Mit Aufzugsgaube, 15./16. Jahrhundert
- Abzweig der Schneeberggasse

(ihr entspricht auf der gegenüberliegenden Platzseite der Durchgang rechts vom Alten Rathaus zum Reichsplatz)
Schneeberggasse 1
22 – Zur Hoffnungheute Hugo; mit Aufzugsgaube, 15./16. Jahrhundert
24 – Brodlaube mit einem Rundbogen, Kellerhals, erbaut 1386, mit Veränderungen des 18. und 19. Jahrhunderts, beachtliche Holzportale
26 u. 28 – Bäckerei BürklinDoppelhaus mit Brodlaube mit zwei gotischen Spitzbögen. ehemaliges Zunfthaus der Bäcker, Haus zur Brodlaube bzw. Haus zum Rad
28a bzw. Schafgasse 2 – Wegelin zum PflugPultdach zur Gasse, gegen die Maximilianstraße abgetreppter Giebel. 14. Jahrhundert. Bei allen drei Häusern mit einem durchgängigen erhöhten Laubengang gibt es zum Platz hin Treppenabgänge zu Kellern mit einem neuzeitlichen Ladeneinbau.
- Abzweig der Schafgasse hin zum Paradiesplatz

(ihr entspricht auf der gegenüberliegenden Platzseite die Vordere Metzgergasse / Dammgasse)
30 – Haus zum Schwertmarkante klassizistischer Fassade, Flachdach über drei OG. Die Bausubstanz aus dem 15. und 18. Jahrhundert. Dieses Haus und die folgende Häuserzeile (11 Hausnummern) wurde in einer anderen Fluchtlinie als die bisherigen errichtet. Ein deutlicher Knick nach Südwest (um 15 Grad – geschätzt). Vgl. dazu die früher unterschiedlichen Namen der Straßenteile. Das Haus entspricht im mittelalterlichen Raster eher einem eigenen Häuserblock als dem einheitlichen Haus, als das es sich heute darstellt. Nur seine viergeteilte Dachlandschaft lässt von Außen noch die ehemals getrennte Baugeschichte der ursprünglichen Bestandteile ahnen.
32 – Haus zum RadFachwerkerker am 1. Obergeschoss seitlich, Krangaube im über dem 2. OG sitzenden Satteldach.
34Bausubstanz aus dem ausgehenden 16. Jahrhundert.
36 - 40 - (Lücke im Text dieser Beschreibung)
42Inselhotel
44 - 46die Inselapotheke als ehemals abschließendes Eckhaus

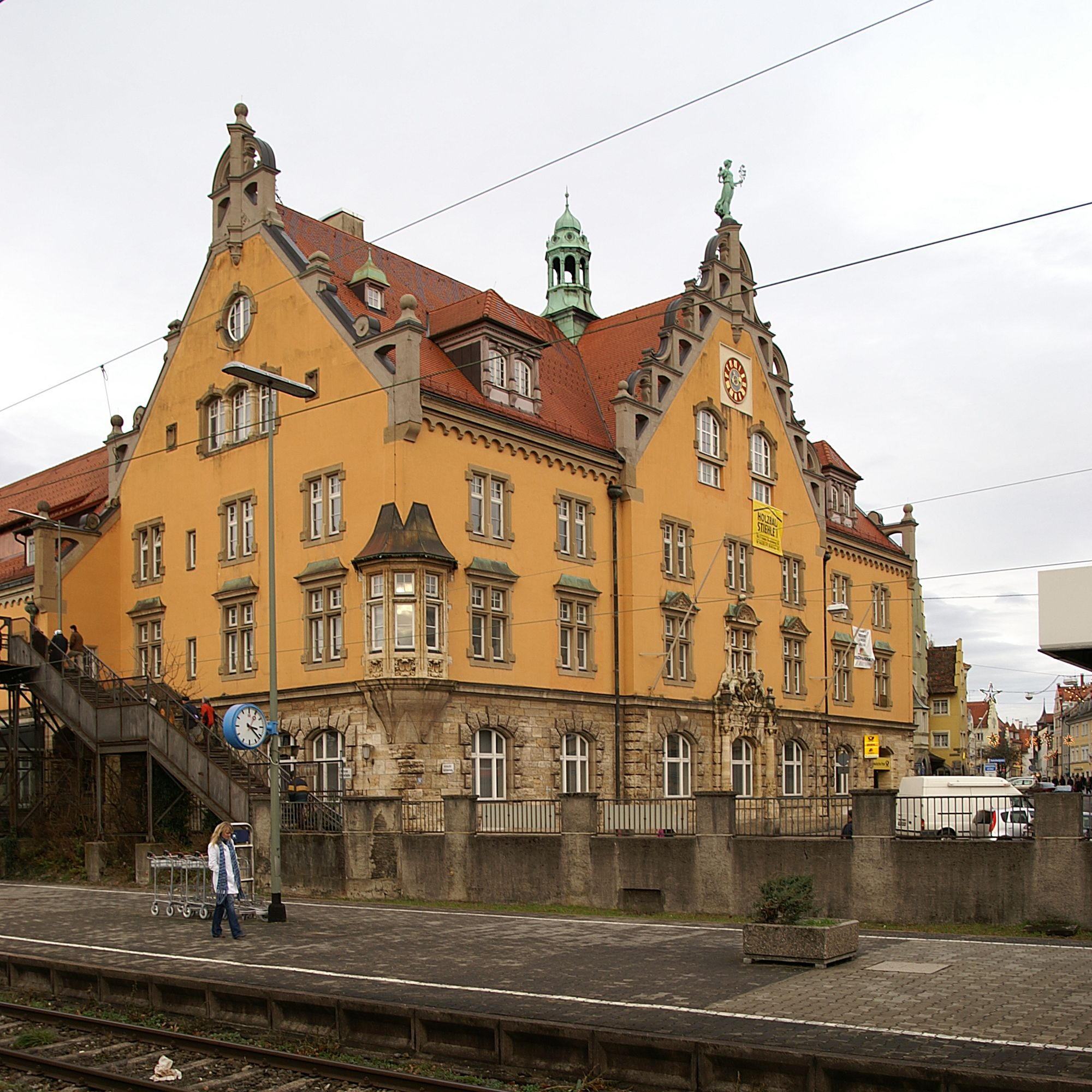
Die ehemalige Hauptpost von Südwesten; rechts Blick in die Maximilianstraße

- Kreuzung mit der Zeppelinstraße (bereits außerhalb der alten Befestigungslinie)

(ihr entspricht auf der gegenüberliegenden Straßenseite der Inselgraben)
48 - 501936/37 in Anlehnung an die mit Laubengängen versehenen Häuser errichtet.
- Kreuzung – Erschließungsweg für das Postamt und das ehemalige Bahn-Betriebswerk

52Ehemalige Hauptpost (1902/03) im Stil des Historismus, nach Süden ein übergiebelter Mittelrisalit.

## Brunnen
Brunnen im Straßenraum stehen vor dem Haus
- Zum Sünfzen, Tiefbrunnen mit Gitter abgedeckt
- Der ursprüngliche, vor 1936, Königsbrunnen erhielt einen Brunnenaufsatz eines NS-Trommlerjungen (gehörte ziemlich eindeutig zum Jungvolk, Teil der Hitlerjugend). Die jetzigen metallenen Kinderfestfiguren wurden nach einem Gestaltungs-Wettbewerb in den 1990er Jahren aufgestellt. Neben dem Haus Bürstergasse 1.
- Ein bodennahes Wasserspiel vor dem Haus Nr. 36 ist neuzeitlich.
- Dagegen ist der alte Wandbrunnen am früheren Schlachthaus abgängig.

## Zusammenfassung: typische Bauelemente
Die Hauptstraße (Maximilianstraße) hat viele schmale, hochragende Bauten, über dem gemauerten Erdgeschoss sind die Obergeschosse z. T. in Fachwerk. Traditionell, vermutlich als Brandschutz ist das Fachwerk in der Region verputzt. Die Fronten wurden durch Erker und Rundbogentüren belebt. Besonders typisch sind die, zum Teil in ihrer Funktion noch erhaltenen, Aufzugsgiebel an vielen Häusern. 
Die Dächer sind meist traufseitig angeordnet, nur vereinzelt auch giebelständig mit Pulttreppengiebeln zur Straße. Vereinzelt springen Lauben mit wechselnden Bogenstellungen vor die ursprüngliche Baulinie. Zahlreiche Aufzugsgiebel und die Lauben prägen Lindaus zentralen Platz / Marktstraße noch heute als den einer ehemals bedeutenden Handelsstadt.